# Crisis Core: Final Fantasy VII
Crisis Core: Final Fantasy VII (jap. クライシス コア -ファイナルファンタジーVII-, Kuraishisu Koa – Fainaru Fantajī Sebun) este un RPG de acțiune dezvoltat și publicat de Square Enix exclusiv pentru PlayStation Portable. Lansat în 2007, Crisis Core: Final Fantasy VII este un prequel al jocului Final Fantasy VII, publicat în anul 1997 și face parte din seria Compilation of Final Fantasy VII.
Acțiunea jocului se desfășoară în jurul lui Zack Fair, un tânăr membru al organizației paramilitare SOLDIER, care primește misiunea de a-l căuta pe Genesis Rhapsodos. În timp ce îl caută pe Genesis, Zack descoperă originile acestuia, proiectul G, și ce legătură are cu superiorii săi din organizația SOLDIERs; Sephiroth și Angeal Hewley. Zack se află în centrul războiului dintre megacorporația Shinra și oamenii din Wutai.
Jocul a fost „regizat” de Hajime Tabata, iar Tetsuya Nomura a fost designer-ul personajelor. La început jocul se dorea a fi o portare a celui publicat anterior pentru telefoane mobile, Before Crisis: Final Fantasy VII, dar până la urmă s-a decis crearea unui joc separat. Scenariul este inspirat de Kazushige Nojima căruia i-a venit ideea pentru Crisis Core în timp ce lucra la Final Fantasy VII. Crisis Core s-a vândut în peste trei milioane de exemplare la nivel mondial. Recenziile au fost în general pozitive.

## Jocul
Crisis Core este un joc de rol în care jucătorul preia controlul lui Zack Fair. Acesta poate explora toate hărțile, poate interacționa cu NPC-uri, interacționa cu mediul de joc, și ucide monștri în luptă. La punctele de salvare, jucătorul poate alege între misiuni secundare, caz în care Zack va fi mutat într-o zonă specială unde se va lupta cu unul sau mai mulți monștri. Dacă misiunea are succes, jucătorul este recompensat cu armură și poțiuni, deschizându-se și o altă misiune cu un nivel mai mare de dificultate. Indiferent de succes sau de înfrângere, la sfârșitul ei, Zack se întoarce la punctul de salvare din joc.
Crisis Core folosește un sistem de luptă în timp real în care jucătorul poate folosi abilități și vrăji speciale, poate folosi poțiuni, și poate bloca sau evita atacuri. Abilitățile lui Zack din cadrul unei bătălii depind de materia echipată. Pot fi echipate maximum șase materii, care au impact asupra atacurilor, vrăjilor, sau care oferă bonusuri precum mai multă viață sau abilitatea de a arăta caracteristicile inamicului în luptă. Materia se poate obține prin explorare, ca recompensă din misiuni secundare, din corpurile inamicilor morți, sau din magazine. Materia poate fuziona cu o alta pentru a face o variantă mai puternică cu bonusuri îmbunătățite; de exemplu, fuzionarea unei materii de atac cu una de magie poate duce la o nouă abilitate de atac care să cauzeze daune magice, pe lângă cele fizice. Există și anumite lucruri care pot fi colecționate în joc și fuzionate cu materia pentru a-i crește puterea.
Crisis Core folosește o mecanică de joc asemănătoare păcănelelor în sistemul de luptă. „Digital Mind Wave” (DMW) vine cu două seturi a câte trei role; una din ele cu numere între unu și șapte, și cealaltă cu imagini ale personajelor cu care Zack s-a împrietenit în timpul jocului. DMW se derulează automat până când Zack strânge cel puțin 10 „puncte soldat”, care sunt acordate jucătorului în urma înfrângerii inamicului. Dacă DMW se oprește cu trei imagini de același fel, Zack va ataca mult mai puternic sau va primi mai multă viață. Dacă un număr apare la păcănele de două sau mai multe ori, va apărea o materie. Dacă la păcănele cade „777”, Zack va primi un nivel de experiență, care îi va mări viața, punctele de soldat și cele pentru abilități. Aceste numere mai pot acorda bonusuri temporare, cum ar fi invincibilitatea limitată sau folosirea gratuită a vrăjilor și abilităților, fără a consuma mana sau energie. Șansa de a primi mai des imagini de același fel este legată de nivelul jucătorului, care crește odată cu avansarea în poveste și după bătălii câștigate. La colecționarea anumitor lucruri în joc, numerele din DMW pot acorda și creaturi care să lupte alături de personaj.
La sfârșitul jocului se deschide modul de joc New Game Plus. Varianta nord-americană și cea europeană a jocului includ și un mod de dificultate sporit, care crește puterea și viața inamicilor.

## Sinopsis

### Personajele
Evenimentele din Crisis Core au loc cu șapte ani înainte de cele din Final Fantasy VII. În acestea își fac apariția mai multe personaje din acel joc. În cazul lui Crisis Core, personajele fac parte din cele două facțiuni: SOLDIER (armata privată a lui Shinra) și Turks, spioni de elită.
Protagonistul jocului este Zack Fair, un SOLDIER tânăr și prietenos. Mentorul și prietenul său este Angeal Hewley, un SOLDIER de prim rang, care este prieten cu Sephiroth și Genesis, tot membri ai SOLDIER members, care devin antagoniștii principali ai jocului. Organizația SOLDIER este condusă de directorul Lazard, fiul nelegitim al președintelui Shinra. Zack are prieteni și printre Turks, în special liderul lor, Tseng, și Cissnei. În timpul jocului, Zack se luptă și apoi se împrietenește cu Aerith, o tânără care are grijă de florile de lângă o biserică în ruine aflată în mahala. Se mai împrietenește cu Cloud, un infanterist de-al lui Shinra.

### Actori vocali
Următorii actori au dat voce următoarelor personaje:
| Personaj            | Japoneză           | Engleză         |
| ------------------- | ------------------ | --------------- |
| Zack Fair           | Kenichi Suzumura   | Rick Gomez      |
| Angeal Hewley       | Kazuhiko Inoue     | Josh Gilman     |
| Genesis Rhapsodos   | Gackt              | Oliver Quinn    |
| Sephiroth           | Toshiyuki Morikawa | George Newbern  |
| Cloud Strife        | Takahiro Sakurai   | Steve Burton    |
| Aerith Gainsborough | Maaya Sakamoto     | Andrea Bowen    |
| Lazard Deusericus   | Junpei Morita      | Stefan Marks    |
| Tseng               | Junichi Suwabe     | Ryun Yu         |
| Cissnei             | Asumi Nakata       | Carrie Savage   |
| Reno                | Keiji Fujiwara     | Quinton Flynn   |
| Rude                | Taiten Kusunoki    | Crispin Freeman |
| Professor Hojo      | Nachi Nozawa       | Paul Eiding     |
| Hollander           | Shinya Ohwada      | Sterling Young  |
| Weiss               | Jouji Nakata       | David Boat      |
| Nero                | Ryotaro Okiayu     | Mike Rock       |
| Kunsel              |                    | Crispin Freeman |

### Povestea
Zack Fair și Angeal Hewley de la organizația SOLDIER sunt trimiși în Wutai pentru a susține efortul de război al Shinra. Totuși, în timpul luptei, Angeal dispare, iar Zack este însărcinat să-l găsească, alături de un alt soldat dispărut, Genesis. Zack, însoțit de Tseng, descoperă că Genesis și Angeal l-au trădat pe Shinra, și, din această cauză, Zack și Sephiroth primesc ordinul de a-i ucide. Cu ajutorul doctorului Hollander, un om de știință a scientist care dorea să se răzbune pe Shinra, Genesis crează o armată de clone pentru a ataca sediile Shinra. După ce soldații inamici sunt înfrânți, Zack și Sephiroth ajung la laboratorul secret al lui Hollander, unde află că Hollander i-a folosit pe Genesis și Angeal ca parte a Proiectului G, o încercare de a crea soldați injectați cu celule Jenova. Sephiroth se confruntă cu Genesis, în timp ce Zack îl urmărește pe Hollander. Totuși, Angeal intenționează să-l țină în viață pe Hollander, pentru că dorește să găsească o cale prin care revină la normal, așa că îl oprește pe Zack când acesta dorea să-l omoare pe doctor aruncându-l în mahalaua Midgar.
Zack își revine și află că Aerith se îndtrăgostește de el. După ce petrec mai mult timp împreună, Zack se întoarce la sediile SOLDIER care este atacat de Genesis. În drum spre sediu, Zack se aliază cu Angeal, care începe să aibă îndoieli cu privire la acțiunile sale și ale celor de la Genesis. Precum Angeal, Zack și Sephiroth protejează sediile, Angeal se înfruntă cu Genesis, dar ambii dispar. Zack este trimis să investigheze Modeoheim, unde a fost văzut ultima dată Genesis. În drum spre Modeoheim, Zack se întâlnește cu infanteristul Shinra, Cloud, cu care se și împrietenește. Aproape de Modeoheim, Zack se luptă și reușește să-l învingă pe Genesis, care pare să se fi sinucis, aruncându-se într-un reactor. Zack călătorește până la Modeoheim unde îi găsește pe Angeal și Hollander. Angeal cheamă și se contopește cu propriile clone, transformându-se într-un monstru mutant, forțându-l pe Zack să-l omoare. Înainte de a muri, Angeal îi da lui Zack sabia sa, „Buster”, cerându-i să-i apere onoarea.
În timp ce Shinra continuă să-l urmărească pe Hollander, devine evident faptul că Genesis este încă în viață și produce clone. Unele dintre ele au apărut în Midgar, forțându-l pe Zack să se întoarcă pentru a o proteja pe Aerith. O lasă în grija clonei lui Angeal, care pare să o protejeze, apoi călătorește cu Sephiroth și Cloud pentru a investiga un reactor Mako din apropierea orașului Nibelheim. În timp ce verifică reactorul, Sephiroth află de la Genesis că el a fost subiectul unui experiment, căruia i s-au implantat celule Jenova înainte de a se naște. Genesis i-a mai spus că are nevoie de celulele lui Sephiroth pentru a supraviețui, corpul său degradându-se, dar Sephiroth îl refuză. Depăși de recentele dezvăluiri privind trecutul său, Sephiroth se încuie în conacul Nibelheim, și, peste o săptămână, incendiază Nibelheimul și merge la reactorul Mako pentru a recupera corpul lui Jenova. Zack nu reușește să-l oprească pe Cloud din a se arunca în reactor. Când se trezește, Zack află că Shinra a mușamalizat incidentul din Nibelheim și că el și Cloud au devenit parte a experimentelor profesorului Hojo cu celule Jenova și expunere la Mako. Zack reușește în cele din urmă să scape, luându-l cu el pe Cloud, care se afla în stare catatonică. Shinra încearcă să-i găsească. În timpul în care se ascude, Zack află că Genesis și Hollander încă încearcă să stabilizeze mutația lui Genesis, și acum plănuiesc să folosească celulele lui Cloud, pentru că el este sigurul cu genele potrivite pentru Sephiroth.
Hollander încearcă să ajungă la Cloud, dar este ucis de Zack. Zack îl găsește pe directorul Lazard care, acum mutat într-o clonă Angeal, s-a întors împotriva lui Shinra. Lazard îl trimite pe Zack spre rămășițele lui Banora pentru a-l găsi pe Genesis. Zack îl învinge pe Genesis, dar la întoarcere el descoperă că Shinra i-a găsit, și că l-a omorât pe Lazard. Clona Angeal, care a primit sarcina de a o proteja pe Aerith, ajunge acolo, dar este și ea ucisă. Zack găsește un mesaj pe o bucată de hârtie primită de la Aerith, de unde află că el și Cloud au fost supuși la experimentele lui Hojo timp de patru ani. Zack și Cloud scapă, îndreptându-se spre Midgar, în timp ce corpul lui Genesis este preluat de doi soldați.
Shinra îi urmărește pe Zack și Cloud, ajungându-i din urmă chiar în apropierea Midgarului. Cu Cloud fiind ascuns, Zack luptă cu un număr mare de trupe Shinra, dar în cele din urmă este rănit fatal. Cloud reușește să se târască până la corpul lui Zack după ce trupele Shinra pleacă, și, cu ultima suflare, îi lasă sabia Buster lui Cloud, la fel cum a făcut și Angeal la rândul său. Cloud a început să meargă spre Midgar. Epilogul recrează scenele de deschidere ale Final Fantasy VII, cu Cloud, având o memorie confuză, susținând că a fost un SOLDIER.

## Dezvoltare
Crisis Core își are originile într-un titlu de Final Fantasy anunțat pentru PlayStation Portable, pentru care Hajime Tabata a fost ales ca regizor. În urma discuției cu Tetsuya Nomura și Yoshinori Kitase, Tabata a decis că acest joc ar trebui să facă parte din seria Final Fantasy VII, simțind că presiunea producerii unui joc într-o serie populară îl va motiva și mai mult pe el și pe cei care vor lucra la joc. Inițial s-a dorit portarea jocului pentru telefoane mobile Before Crisis: Final Fantasy VII pe PlayStation Portable, cu extinderea acestuia. Totuși, după ce s-a decis că Zack va fi protagonistul noului joc, s-a renunțat la ideea portării lui Before Crisis.
Kitase a dorit să îndeplinească așteptările mari ale fanilor, așa că s-a asigurat ca, în loc să îl facă drept tribut pentru Final Fantasy VII, va fi în strânsă legătură cu alte titluri din Compilation of Final Fantasy VII. Tabata a explicat că el și echipa sa au fost foarte precauți, încercând să nu strice părerea fanilor față de personajele și evenimentele simbolice ale Final Fantasy VII.” De exemplu, unul din evenimentele importante care au loc în Final Fantasy VII, distrugerea Nibelheimului, a fost schimbată în OVA-ul Last Order: Final Fantasy VII, și din cauza criticilor negative venite din partea fanilor în urma acestor schimbări, echipa a decis să nu facă schimbări majore pentru Crisis Core. Totuși, ei s-au bazat pe principiul conform căruia jocul se ocupa de perioada din tinerețe a personajelor, așa că noi elemente au putut fi adăugate fără a schimba personajele prea mult.
Unul din motivele principale pentru care Zack a fost ales ca protagonist a fost soarta predestinată a acestuia. Kitase a declarat că povestea lui Zack a fost „pregătită pentru 10 ani” și, deși este un personaj cu un rol minor în Final Fantasy VII, Nomura a dezvoltat designul conceptului, și Kazushige Nojima lucrase deja la poveste. Jocul trebuia să aibă mai multe scene cu Zack și Cloud zburând spre Midgar, pentru a dezvolta firul narativ privind prietenia lor și planurile încă nerealizate, dar aceste scene au fost înlăturate din cauza limitărilor de spațiu de pe UMD, așa că echipa s-a concentrat mai mult pe calitățile de luptător ale lui Zack. Includerea personajului Genesis în poveste a venit în urma unei discuții între producătorul Hideki Imaizumi și actorul vocal japonez care l-a interpretat pe Gackt, cu Imaizumi fiind impresionat de scurta apariție a personajului în finalul secret al Dirge of Cerberus: Final Fantasy VII, simțind că Zack are un potențial mare. Rolul lui Sephiroth a fost scris astfel încât „să-l umanizeze.” Sigla jocului reprezintă mai multe personaje; cerul îl simbolizează pe Zack, pana albă pe Angeal și apa pe Aerith.
Inițial, s-a dorit ca Crisis Core să fie un joc de acțiune, dar din cauză că aproape întreaga echipă avea mai multă experiență în designul RPGurilor, au decis să îl modifice, astfel încât bătăliile să semene cu cele din RPG-uri. Totuși, au mai adăugat câteva elemente de acțiune în bătălii, ceea ce face ca jocul să devină mai mult un RPG de acțiune decât un RPG tradițional. Sistemul materiei a fost făcut în așa fel încât jucătorul să aibă posibilitatea de a alege între „îmbunătățiri specifice RPG” și „îmbunătățiri specifice jocurilor de acțiune”, lucru care a dus și la echilibrarea jocului. În plus, sistemul DMW a fost inclus ca un factor de noroc, pentru a preveni luptele repetitive. Nomura și Kitase au vrut să includă aceste lucruri deoarece erau pasionați de jocul pachinko.
Crisis Core a fost anunțat pentru prima dată la E3 2004, înaintea lansării consolei PlayStation Portable. Primul videoclip de promovare era compus din secvențe din Last Order. Într-un interviu pentru Famitsu, Nomura a declarat că o variantă demonstrativă a jocului va fi gata până la sfârșitul anului 2006. Totuși, nu s-a menționat dacă ea va fi disponibilă pentru PSP. În mai 2005, Nomura a anunțat că a finalizat designul conceptului jocului, a cărui acțiune va fi „interesantă” și „nemaivăzută”. În mai 2007, Nomura și Tabata au dezvăluit că jocul este finalizat în proporție de 90%, și că modul poveste, precum și toate celelalte misiuni secundare vor oferi 100 de ore de joc. O variantă demonstrativă a fost lansată la Jump Festa '06.

## Coloana sonoră
Coloana sonoră a jocului a fost lansată la 10 octombrie 2007 de către Warner Music Japan. Ea conține cincizeci și cinci de cântece pe două discuri. Muzica a fost compusă de Takeharu Ishimoto, cu o parte orchestrate de Kazuhiko Toyama. Aceasta mai include și mai multe remix-uri ale cântecelor din Final Fantasy VII compuse de Nobuo Uematsu și din Last Order: Final Fantasy VII, care au fost compuse tot de Ishimoto. Piesa de final a jocului, „Why”, a fost interpretată de Ayaka. Includerea acestei piese a fost dezvăluită de Square Enix în mai 2007, cu Ayaka menționând că era fascinată de povestea lui Crisis Core, dorindu-și ca prin „Why” să transmită spiritul lui Zack spre inimile multor oameni. Discul single pentru „Why” a fost lansat în Japonia la 5 septembrie 2007.
Crisis Core: Final Fantasy VII Original Soundtrack a primit recenzii mixte din partea criticilor, cu Don de la Square Enix Music Online menționând că, deși toate piesele lui Toyama sunt excelente, la fel ca o parte din aranjamentele lui Ishimoto, melodiile originale din restul albumului au oferit „foarte puține cântece care chiar merită ascultate.” Gann a fost mai indulgent, apreciindu-l pe Ishimoto pentru compunerea unei „coloane sonore excelente”, fiind în special mulțumit de calitatea cântecelor lui Uematsu. Gann a menționat totuși că, din cauză că melodiile inițiale ale li Ishimoto erau mai mult ambientale, aranjamentele acestuia, și prin extensie munca lui Uematsu, întrec în calitate propriile sale contribuții. A simțit de asemenea că tema muzicală a jocului, „Why”, este „generică” și „fadă”. Sophia Tong de la IGN a descris albumul ca fiind un „pachet mixt”, cu unele melodii fiind „fantastice” și altele „nu prea măgulitoare”, criticând folosirea repetată a câtorva teme de pe coloana sonoră.
| Disc 1 | |         |  |
| Nr.    | Titlu | Lungime |  |
| 1.     | „Memory Fragments - DMW” (記憶の欠片 -D.M.W- Kioku no Kakera -D.M.W-) | 1:16    |  |
| 2.     | „Crisis Core Theme - Succession” (Theme of CRISIS CORE｢継承｣ Theme of Crisis Core "Keishō")                                                                                   | 0:41    |  |
| 3.     | „Begin Mission” (ミッションスタート Misshon Sutāto) | 3:25    |  |
| 4.     | „First Mission (from FFVII 'Opening - Bombing Mission')” (ファーストミッション(FFVII｢オープニング爆破ミッション｣より) Fāsuto Misshon (FFVII "Ōpuning ~ Bakuha Misshon" yori)) | 2:50    |  |
| 5.     | „Mako City” (魔晄都市 Makōtoshi) | 1:53    |  |
| 6.     | „Vigilant Night” (憂国の月夜 Yūkoku no Tsukiyo) | 1:30    |  |
| 7.     | „Encounter” (エンカウント Enkaunto) | 3:22    |  |
| 8.     | „Crisis Core Theme - Dreams and Honor” (Theme of CRISIS CORE｢夢と誇り｣ Theme of Crisis Core "Yume to Hokori")                                                                 | 3:17    |  |
| 9.     | „Last Order-Crisis Mix (From Last Order FFVII)” (Last Order-Crisis Mix(｢LAST ORDER FFVII｣より) Last Order-Crisis Mix "Last Order FFVII" yori))                                | 3:23    |  |
| 10.    | „The Terrible Truth” (真実の重み Shinjitsu no Omomi) | 2:06    |  |
| 11.    | „Roaming in the Afternoon Sun” (陽射す午後の彷徨 Hizasu Gogo no Hōkō) | 3:20    |  |
| 12.    | „Conflict” (コンフリクト Konfurikuto) | 2:18    |  |
| 13.    | „The Iron Beast” (操られし鉄の獣 Ayatsurareshi Tetsu no Kedamono) | 2:57    |  |
| 14.    | „Crisis Core Theme - Under the Apple Tree” (Theme of CRISIS CORE｢リンゴの木の下で｣ Theme of Crisis Core "Ringo no Ki no Shita de")                                            | 4:00    |  |
| 15.    | „The Summoned (From FFVII 'Fight on!')” (召喚されし者(FFVII｢更に闘う者達｣より) Shōkansareshi Mono (FFVII "Sarani Tatakau Monotachi" yori))                                    | 3:08    |  |
| 16.    | „Burden to Bear” (背負うもの Seou Mono) | 1:32    |  |
| 17.    | „Timely Ambush (From FFVII 'Let the Battles Begin!')” (間際の急襲(FFVII｢闘う者達｣より) Magiwa no Kyūshū (FFVII "Tatakau Monotachi" yori))                                     | 3:04    |  |
| 18.    | „Dark Suits (From FFVII 'Turks' Theme')” (暗躍のダークスーツ(FFVII｢タークスのテーマ｣より) An'yaku no Dākusūtu (FFVII "Tākusu no Tēma" yori))                                  | 2:23    |  |
| 19.    | „Pipes and Steel (From Last Order FFVII)” (鉄と管の楼閣(｢LAST ORDER FFVII｣より) Tetsu to Kan no Rōkaku ("Last Order FFVII" yori))                                             | 1:22    |  |
| 20.    | „Combat” (コンバット Konbatto) | 2:56    |  |
| 21.    | „Crisis Core Theme - The Scars That Remain” (Theme of CRISIS CORE｢友情の傷痕｣ Theme of Crisis Core "Yūjō to Kizuato")                                                         | 1:26    |  |
| 22.    | „A Flower Blooming In the Slums (From FFVII 'Aerith's Theme')” (スラムに咲く花(FFVII｢エアリスのテーマ｣より) Suramu ni Saku Hana (FFVII "Earisu no Tēma" yori))                | 2:14    |  |
| 23.    | „Eyes the Color of the Sky” (空色の瞳 Sorairo no Hitomi) | 1:44    |  |
| 24.    | „Crisis Core Theme - Protect Your Honor” (Theme of CRISIS CORE｢誇りと共に｣ Theme of Crisis Core "Hokori to Tomo ni")                                                          | 2:12    |  |
| 25.    | „Anguish” (苦悩の旋律 Kunō no Senritsu) | 0:59    |  |
| 26.    | „March Through Harsh Terrain (From Last Order FFVII)” (辺境の行軍(｢LAST ORDER FFVII｣より) Henkyō no Kōgun ("Last Order FFVII" yori))                                          | 2:05    |  |
| 27.    | „A Moment of Camaraderie” (交歓のひととき Kōkan no Hitotoki) | 1:07    |  |
| 28.    | „Black Wing Unfurled” (羽ばたく黒い翼 Habataku Kuroi Tusbasa) | 3:02    |  |
| 29.    | „Crisis Core Theme - True Motives” (Theme of CRISIS CORE｢計画の真実｣ Theme of Crisis Core "Keikaku no Shinjitsu")                                                             | 2:05    |  |
| 30.    | „No Honor Remains” (誇りを失った姿 Hokori o Ushinatta Sugata) | 2:46    |  |
| 31.    | „Why (CCFFVII Mix)” | 2:15    |  |

| Disc 2 | |         |  |
| Nr.    | Titlu | Lungime |  |
| 1.     | „Where Light Does Not Reach” (陽の光を閉ざされた街 Hi no Hikari o Tozasareta Machi)                                                                                            | 3:15    |  |
| 2.     | „New Developments” (動き出す事態 Ugokidasu Jitai) | 1:21    |  |
| 3.     | „Mako Monopoly (From FFVII 'Shinra Company')” (魔晄を支配する組織(FFVII｢新羅カンパニー｣より) Makō o Shihai suru Soshiki (FFVII "Shinra Kanpanī" yori)                          | 4:16    |  |
| 4.     | „Crisis Core Theme - New Assignment” (Theme of CRISIS CORE｢新たな任地へ｣ Theme of Crisis Core "Arata na Ninchi e")                                                             | 1:23    |  |
| 5.     | „The Shrouded Village (From FFVII 'Heart of Anxiety')” (閉ざされた村(FFVII｢不安な心｣より) Tozasareta Mura (FFVII "Fuan na Kokoro" yori))                                       | 2:42    |  |
| 6.     | „Parting of Ways” (決別の旋律 Ketsubetsu no Senritsu) | 1:44    |  |
| 7.     | „The Ominous Mansion” (陰鬱な屋敷 In'utsu na Yashiki) | 1:37    |  |
| 8.     | „A Brief Rest” (しばしの休息 Shibashi no Kyūsoku) | 0:12    |  |
| 9.     | „Prelude to Destruction” (崩壊の序曲 Hōkai no Jokyoku) | 1:12    |  |
| 10.    | „Vengeance on the World (From FFVII 'One-Winged Angel')” (世に仇なす者(FFVII｢片翼の天使｣より) Yo ni Ada nasu Mono (FFVII "Katayoku no Tenshi" yori))                           | 3:23    |  |
| 11.    | „Night of Seclusion” (隠遁の夜 Inton no Yoru) | 3:44    |  |
| 12.    | „Duty and Friendship” (任務と友情 Ninmu to Yūjō) | 1:22    |  |
| 13.    | „Crisis Core Theme - Blazing Through the Battlefield” (Theme of CRISIS CORE｢疾走の戦域｣ Theme of Crisis Core "Shissō no Sen'iki)                                               | 1:04    |  |
| 14.    | „Escape into the Wasteland” (逃走の荒野 Tōsō no Kōya) | 2:53    |  |
| 15.    | „Resolution” (覚悟の旋律 Kakugo no Senritsu) | 1:41    |  |
| 16.    | „Wandering under the Moonlight” (月明の彷徨 Getsumei no Hōkō) | 1:54    |  |
| 17.    | „The Water's Surface” (古の詩に詠まれし水辺 Inishie no Shi ni Yomareshi Suihen)                                                                                                | 2:56    |  |
| 18.    | „Howling Abominations” (集いし異形の咆哮 Tsudoishi Igyō no Hōkō) | 3:21    |  |
| 19.    | „The Planet Has Become My Guardian” (星の加護を受けし者 Hoshi no Kago o Ukeshi Mono)                                                                                           | 4:09    |  |
| 20.    | „The SOLDIER Way” (ソルジャーの闘い Sorujā no Tatakai) | 2:58    |  |
| 21.    | „The Price of Freedom” (自由の代償 Jiyū no Daishō) | 3:38    |  |
| 22.    | „Why” | 4:25    |  |
| 23.    | „Living Legacy” (受け継がれる想い Uketsugareru Omoi) | 8:42    |  |
| 24.    | „To Be Continued (From FFVII 'Opening - Bombing Mission')” (to be continued(FFVII｢オープニング～爆破ミッション｣より) to be continued (FFVII "Ōpuningu ~ Bakuha Misshon" yori)) | 1:28    |  |

## Lansare
În data de 13 septembrie 2007 Square Enix a lansat un pachet special al Crisis Core, care conținea un PlayStation Portable Slim și Lite cu insigna aniversară de zece ani a Final Fantasy VII pe față într-o parte și pe capacul din spate. La fel ca multe ediții limitate Final Fantasy VII, pachetul a fost comercializat în 77.777 exemplare.
În data de 17 decembrie 2007 s-a anunțat că jocul Crisis Core va fi lansat în Statele Unite la 25 martie 2008. În urma achiziționării jocului din lanțuri de magazine precum GameStop, jucătorul putea primi o carcasă UMD Shinra, în limita stocului disponibil; dacă era cumpărat din Best Buy, cumpărătorul primea Crisis Core cu o folie metalică. Două variante ale jocului au fost lansate în Europa: una standard și una limitată, disponibilă exclusiv online și numai cu precomandă. Ediția limitată includea o cutie de depozitare specială, precum și o carte cu artă animată pe calculator intitulată The Art of Crisis Core: Final Fantasy VII. La 20 iunie a fost lansată în Europa și ediția limitată a lui Crisis Core cu un PlayStation Portable argintiu gravat cu sigla jocului. Ca și în alte cazuri, Square a lansat un ghid Ultimania în Japonia la 18 octombrie 2007.
După lansarea lui Crisis Core, Kitase s-a declarat surprins de calitatea videoclipurilor dintre nivele, considerând că acestea au o calitate care se apropie de cea a jocurilor pentru PlayStation 2. A fost încântat și de finalul emoționant al poveștii lui Zack.

## Vânzări și recepție
În prima zi de la lansare, Crisis Core s-a vândut în peste 350.000 de exemplare, incluzând aici și cele 77.000 de pachete cu ediția limitată de PSP a Crisis Core. În noiembrie 2007, Square Enix a anunțat că jocul Crisis Core a fost cel mai bine vândut joc din lume între aprilie și septembrie, cu 710.000 de exemplare vândute numai în Japonia. Cu 790.705 de exemplare vândute până în august 2008, a devenit al treilea cel mai bine vândut joc din Japonia pentru PSP. În martie 2008, Crisis Core s-a vândut în 301.600 de copii în prima lună de la lansarea în Statele Unite, fiind depășit doar de God of War: Chains of Olympus, care s-a vândut în 340.500 de copii, Crisis Core devenind astfel al doilea cel mai bine vândut joc pentru PSP în martie și al șaselea din toate timpurile. Jocul s-a vândut în peste trei milioane de exemplare la nivel mondial. (până la 31 martie 2009, Square Enix a anunțat că vânzările au depășit 3,1 milioane de exemplare, cu 830.000 de exemplare numai în Japonia. În anul fiscal 2009, jocul s-a vândut în 840.000 de exemplare, dintre care 550.000 în Europa. În urma vânzărilor peste așteptări, Square Enix a considerat Crisis Core cel mai bun joc al anului făcut de companie pentru PSP, numindu-l „un succes incredibil”. Doug Bone, directorul de vânzări al Square Enix în Regatul Unit, l-a numit „jocul de PSP al anului 2008 pe care trebuie să-l ai”.
Crisis Core a primit în general recenzii pozitive. La GameRankings, scorurile combinate ale jocului dau 82%, în timp ce pe Metacritic scorul este de 83 de puncte din 100. Cu notele 9/9/8/9, jocul a primit o medie de 35 de puncte din 40 din partea revistei de jocuri Famitsu. GameSpot l-a etichetat ca „alegerea criticului”, apreciind povestea, sistemul de luptă și prezentarea jocului, scriind „Crisis Core este o călătorie entuziasmantă și vie pe care orice fan al jocurilor RPG ar trebui s-o urmeze.” Criticul IGN Ryan Clements a lăudat jocul pentru diferențele sale față de alte RPG-uri, datorate creșterii lui Zack și relației lui cu ceilalți SOLDIERi. El a menționat: „Crisic Core este un joc grozav, și, în afară de câte o problemă ici-colo, nu vei fi dezamăgit.” Acesta l-a plasat în galeria jocurilor „Alegerea criticului” recomandate pentru PSP. GameSpy i-a acordat la rândul său o recenzie favorabilă, menționând că „este un joc tribut dar și original în părți egale, combinând design-ul clasic cu tehnici noi și revigorate, prin care ceva vechi se îmbină armonios cu ceva nou.” Gamespy a mai menționat că, deși unor jucători nu le vor place de Zack, „înseamnă că ești prea posac dacă nu începi să ții la personaj în timpul progresului în joc.” VideoGamer.com i-a acordat nota 9, găsind sistemul de luptă „dătător de dependență", și că scenele realizate pe calculator au o calitate similară celor din Final Fantasy VII: Advent Children. GamePro i-a acordat o recenzie pozitivă, considerându-l „jocul de pe PSP care arată cel mai bine”, complimentând jocul pentru felul în care incorporează elemente din Compilație, venind și cu ceva nou în același timp. AJ Glasser de la GamesRadar a declarat că prin sistemul DMW jocul ar fi prea ușor, forțându-l pe „gamerul avid” să încerce să-l joace pe cel mai greu mod de dificultate. Glasser consideră că jocul poate deveni plăcut și pentru cei cărora nu le-a plăcut seria Final Fantasy VII. Samuel Roberts de la revista Play l-a numit cel mai bun joc din anul 2008.
Multe recenzii au pus accentul și pe relația jocului cu Final Fantasy VII. 1UP.com l-a numit unul din cele mai bune prequeluri din toate timpurile, pentru că „face o treabă mai bună în a plasa jucătorii în lumea FFVII decât o făcea jocul original.” În același timp, GameTrailers a afirmat că jocul „nu alege calea ușoară de a fotocopia sursa”, considerându-l un joc mai plăcut decât Dirge of Cerberus. Computer and Video Games a menționat că, deși povestea principală a jocului a durat 12 ore, misiunile secundare au ajutat la extinderea lungimii jocului. A mai acordat o bilă albă sistemului de luptă, „care nu devine niciodată obositor”, și pentru faptul că unele dintre punctele slabe ale Final Fantasy VII nu s-au regăsit și în acest titlu.
Jocul a primit și recenzii negative. Deși l-a considerat cel mai bun spin-off al Final Fantasy VII, Eurogamer a criticat faptul că „pentru cei de douăzeci și șase, douăzeci și opt și treizeci de ani, categoriile de vârstă pentru care se adresează jocul, acesta oferă puține lucruri pe lângă sentimentalisme poleite.” Deși PALGN a numit sistemul DMW o „unealtă utilă”, l-a considerat și punctul slab al jocului. X-Play a acordat jocului 2 stele din 5, plângându-se de videoclipurile care nu pot fi sărite, dialogul slab, repetitivitate și poveste slabă. De Ziua păcălelilor, ca răspuns la criticile primite pentru recenzia inițială, ei „au decis să acorde o nouă recenzie jocului, de această dată dintr-o perspectivă imparțială”, acordându-i cu sarcasm 6 stele din 5.
Crisis Core a primit și mai multe premii din partea a mai multor publicații. A fost nominalizat la premiile Gamespot pentru anul 2008, la categoria „Cea mai bună poveste”, „Cel mai bun joc RPG” și „Cel mai bun joc pentru PSP”, câștigând la ultima categorie. A mai fost inclus de IGN în lista celor mai bune zece jocuri pentru PSP din toate timpurile. Patru articole din IGN în legătură cu jocul au fost incluse în „Top 10 știri despre jocuri pentru PSP ale anului 2008”, cu articolul dedicat recenziei fiind clasat pe primul loc. La Premiile IGN din 2008, Crisis Core a câștigat la categoriile „cel mai bun RPG” și „cea mai bună poveste pentru PSP”. Videogamer.com a clasat jocul pe locurile cincisprezece și patru în articolele „Cele mai bune jocuri al anului 2008”, respectiv „Top 10 jocuri exclusiv pe PSP”. GamePro l-a considerat a fi unul din cele cinci jocuri care trebuie să fie neapărat jucat de care cei care dețin un PSP, unul din cele mai bune 31 de jocuri pentru PSP în 2009, și al șaptelea cel mai bun prequel de joc video. A mai fost votat pe locul al treilea în sondajul Dengeki al jocurilor care storc cele mai multe lacrimi. În 2011, a fost votat de cititorii Famitsu ca al doilea cel mai trist joc într-un sondaj asemănător.